# Desa Maleber (administrativ by i Indonesien, lat -6,82, long 107,18)
Desa Maleber är en administrativ by i Indonesien.   Den ligger i provinsen Jawa Barat, i den västra delen av landet, 80 km sydost om huvudstaden Jakarta.